# Phân loại thảm thực vật rừng ở Việt Nam

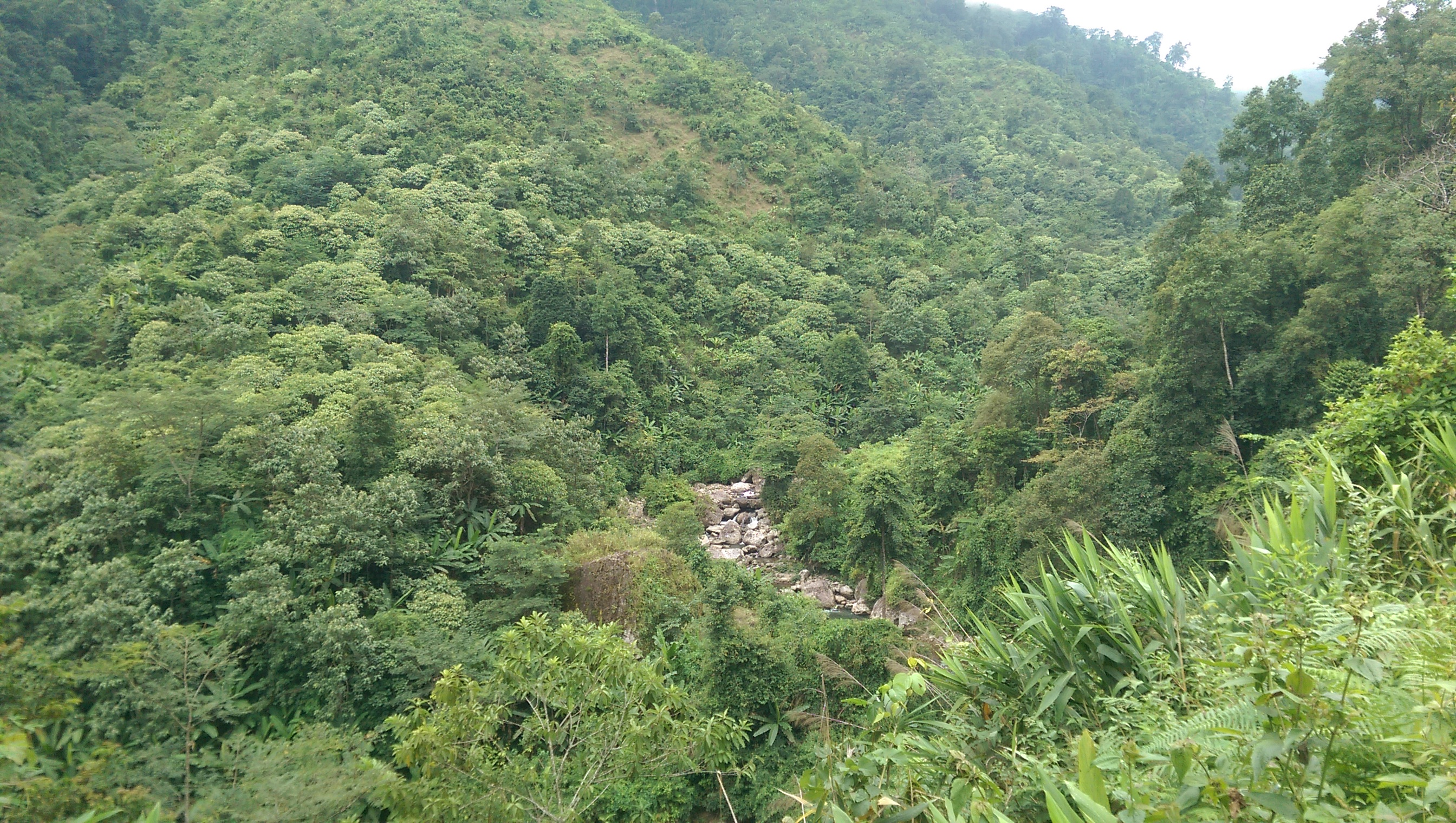
Thảm thực vật rừng ở đai cao 1000m thuộc xã Mường Khoa, huyện Tân Uyên, tỉnh Lai Châu, Việt Nam

Các đặc điểm của rừng như thành phần loài cây, cấu trúc sinh thái, năng suất sinh khối đều có mối tương quan chặt chẽ và phụ thuộc mật thiết với các điều kiện tự nhiên như địa hình, độ ẩm, tính chất đất, độ dày tầng đất. Việc phân loại thảm thực vật rừng chính là sử dụng các mối tương quan sinh thái để phân loại thảm thực vật rừng hay quần xã thực vật rừng thành các kiểu và kiểu phụ rừng khác nhau.
Phân loại thảm thực vật rừng ở Việt Nam là khâu cần thiết trong nghiên cứu và kinh doanh rừng cũng như giải quyết các vấn đề lâm học khác nhau.

## Lịch sử
- Năm 1918, nhà bác học Pháp, Chevalier là người đầu tiên đã đưa ra một bảng phân loại thảm thực vật rừng Bắc bộ Việt Nam (đây được xem là bảng phân loại thảm thực vật rừng nhiệt đới châu Á đầu tiên trên thế giới). Theo bảng phân loại này, rừng ở miền Bắc Việt Nam được chia thành 10 kiểu.
- Năm 1943, kỹ sư lâm học người Pháp, Maurand đã chia Đông Dương thành 3 vùng thảm thực vật:

- Thảm thực vật Bắc Đông Dương.
- Thảm thực vật Nam Đông Dương.
- Thảm thực vật vùng trung gian.

Theo bảng phân loại này vùng Đông Dương có 8 kiểu rừng.
- Năm 1953, ở miền Nam Việt Nam xuất hiện bảng phân loại thảm thực vật rừng miền Nam Việt Nam của Maurand khi ông tổng kết về các công trình nghiên cứu các quần thể rừng thưa của Rollet, Lý Văn Hội, Neang Sam Oil.
- Năm 1956, giáo sư người Trung Quốc, Dương Hàm Hi đã xếp loại thảm thực vật rừng miền Bắc Việt Nam theo một bảng phân loại mới.
- Năm 1962, ở miền nam Việt Nam còn xuất hiện một bản phân loại thảm thực vật rừng Nam Trường Sơn.
- Bản phân loại đầu tiên của ngành lâm nghiệp Việt Nam về thảm thực vật rừng ở Việt Nam là bản phân loại của Cục điều tra và quy hoạch rừng thuộc tổng cục lâm nghiệp Việt Nam, bảng phân loại này xây dựng năm 1960, theo bảng phân loại này, rừng trên toàn lãnh thổ Việt Nam được chia làm bốn loại hình lớn:

- Loại I: Đất đai hoang trọc, những trảng cỏ và cây bụi, trên loại này cần phải trồng rừng.
- Loại II: Gồm những rừng non mới mọc, cần phải tra dặm thêm cây hoặc tỉa thưa.
- Loại III: Gồm tất cả các loại hình rừng bị khai thác mạnh nên trở thành nghèo kiệt tuy còn có thể khai thác lấy gỗ, trụ mỏ, củi, nhưng cần phải xúc tiến tái sinh, tu bổ, cải tạo.
- Loại IV: Gồm những rừng già nguyên sinh còn nhiều nguyên liệu, chưa bị phá hoại, cần khai thác hợp lý.

Phân loại này không phân biệt được kiểu rừng nguyên sinh với các kiểu phụ thứ sinh và các giai đoạn diễn thế.
- Năm 1970, Trần Ngũ Phương đưa ra bảng phân loại rừng ở miền bắc Việt Nam, chia thành 3 đai lớn theo độ cao:

- Đai rừng nhiệt đới mưa mùa
- Đai rừng á nhiệt đới mưa mùa
- Đai rừng á nhiệt đới mưa mùa núi cao

- Năm 1975, trên cơ sở các điều kiện lập địa trên toàn lãnh thổ Việt Nam, tại hội nghị thực vật học quốc tế lần thứ XII (Leningrat, 1975), Thái Văn Trừng đã đưa ra bảng phân loại thảm thực vật rừng Việt Nam trên quan điểm sinh thái, đây được xem là bảng phân loại thảm thực vật rừng ở Việt Nam phù hợp nhất trên quan điểm sinh thái cho đến nay.

## Phân loại của Thái Văn Trừng

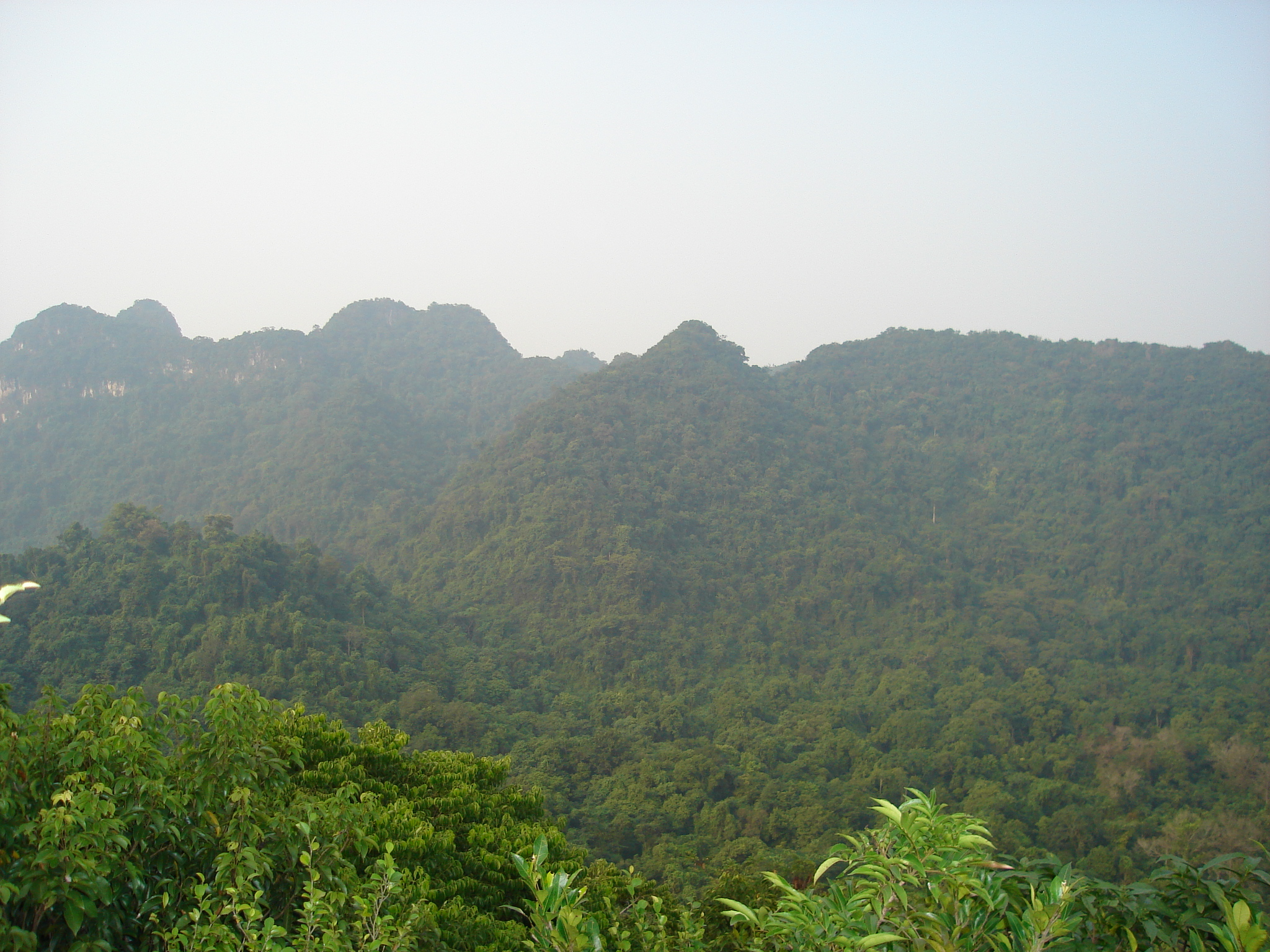
Kiểu rừng thường xanh mưa ẩm nhiệt đới ở Ninh Bình, Việt Nam

- Rừng kín thường xanh mưa ẩm nhiệt đới: Ở miền bắc Việt Nam kiểu rừng này thường phân bố ở độ cao dưới 700m, miền nam Việt Nam thì phân bố ở độ cao dưới 1000m. Chủ yếu ở các tỉnh: Hà Giang, Tuyên Quang, Lạng Sơn, Yên Bái, Vĩnh Phúc, Phú Thọ, Ninh Bình, Hòa Bình, các tỉnh Bắc Trung Bộ, Đà Nẵng, Bình Định, các tỉnh Tây Nguyên.
- Kiểu rừng kín rụng lá hơi ẩm nhiệt đới:
- Kiểu rừng kín lá cứng hơi khô nhiệt đới:
- Kiểu rừng thưa cây lá rộng hơi khô nhiệt đới:
- Kiểu rừng thưa cây lá kim hơi khô nhiệt đới:
- Kiểu rừng thưa cây lá kim hơi khô á nhiệt đới núi thấp:
- Kiểu trảng cây to, cây bụi, cây cỏ cao khô nhiệt đới:
- Kiểu truông bụi gai hạn nhiệt đới:
- Kiểu rừng kín thường xanh mưa ẩm á nhiệt đới núi thấp:
- Kiểu rừng kín hỗn hợp cây lá rộng,lá kim ẩm á nhiệt đới núi thấp:
- Kiểu rừng kín cây lá kim ẩm ôn đới ẩm núi vừa:
- Kiểu quần hệ khô lạnh vùng cao:
- Kiểu quần hệ lạnh vùng cao: